# 小田原定
小田原定（おだわら さだむ、1933年8月 - 1985年10月29日）は、日本の大蔵官僚。

## 来歴
鹿児島県出身。東京大学法学部第1類（私法コース）卒業。1957年 大蔵省入省（大臣官房文書課）。1962年6月 主計局地方財政第二係長。1964年5月 岐阜南税務署長。その後は防衛庁経理局会計課予算担当課員、国税庁直税部法人税課長補佐などを務める。1969年8月 主計局主計官補佐（司法・警察係主査）。1977年6月27日 防衛庁経理局会計課長。1981年6月26日 関税局総務課長。1982年6月1日 神戸税関長。1983年6月7日 大臣官房審議官（関税局担当）。1984年6月27日 大臣官房審議官（大臣官房担当）。1985年6月25日 退官。同年6月 環境衛生金融公庫理事。同年10月29日 肺炎により死去。

## 略歴
- 1957年4月：大蔵省入省（大臣官房文書課）。
- 1962年6月：主計局地方財政第二係長[1]。
- 1964年5月：岐阜南税務署長。
- 1965年7月：防衛庁経理局会計課予算担当課員。
- 1967年7月：国税庁直税部法人税課長補佐。
- 1969年8月：主計局主計官補佐（司法・警察係主査）。
- 1971年7月：大阪税関総務部長。
- 1973年7月：国税庁長官官房総務課長補佐（総括）。
- 1974年6月26日：国土庁計画・調整局特別調整課長。
- 1976年6月25日：銀行局検査部審査課長。
- 1977年6月27日：防衛庁経理局会計課長。
- 1979年7月16日：銀行局中小金融課長。
- 1981年6月26日：関税局総務課長 兼 関税局総務課関税調査室長 兼 関税局国際第一課長 兼 関税局輸出課長。
- 1981年7月1日：関税局総務課長 兼 関税局国際第一課長 兼 関税局輸出課長。
- 1981年7月3日：関税局総務課長。
- 1982年6月1日：神戸税関長。
- 1983年6月7日：大臣官房審議官（関税局担当）。
- 1984年6月27日：大臣官房審議官（大臣官房担当）。
- 1985年6月25日：退官。
- 1985年6月：環境衛生金融公庫理事。
- 1985年10月29日：死去。